# Bahía Concepción
Bahía Concepción är en vik i Mexiko.   Den ligger i delstaten Baja California Sur, i den västra delen av landet, 1 500 km nordväst om huvudstaden Mexico City.